# Niepars
Niepars est une municipalité allemande du land de Mecklembourg-Poméranie-Occidentale et l'arrondissement de Poméranie-Occidentale-Rügen.

## Personnalités liées à la ville
- Bernhard Christian Otto (1745-1835), naturaliste né à Niepars.
- Paul Rée (1849-1901), philosophe né à Neu Bartelshagen.